# Ievguenia Poliakova
Pour les articles homonymes, voir Poliakova.
Ievguenia Andreïevna Poliakova (en russe : Евгения Андреевна Полякова, transcription anglaise : Yevgeniya Polyakova), née le 29 mai 1983 à Moscou, est une athlète russe spécialiste des épreuves de sprint.

## Carrière sportive
Le 22 août 2008, Ievguenia Poliakova remporte la médaille d'or du relais 4 × 100 m des Jeux olympiques de Pékin aux côtés de des coéquipières Aleksandra Fedoriva, Ioulia Gouchtchina et Ioulia Tchermochanskaïa. L'équipe russe devance, avec le temps de 42 s 31, la Belgique et le Nigéria. En individuel, la Russe est éliminée en demi-finale du 100 m.
En début de saison 2009, Poliakova décroche le titre du 60 m des Championnats d'Europe en salle de Turin en 7 s 18, devant la Norvégienne Ezinne Okparaebo.

## Dopage
Le 24 mai 2016, Yuliya Chermoshanskaya et Aleksandra Fedoriva, coéquipières du relais 4 x 100 m de Polyakova lors des Jeux olympiques de Pékin en 2008, figurent sur la liste des 31 athlètes contrôlés positifs à la suite du retest des échantillons où elles avaient remporté le titre olympique. Par conséquent, si l'échantillon B (qui sera testé en juin) s'avère positif, l'équipe sera disqualifiée et les quatre athlètes seront déchues de leur médaille.

## Palmarès

### Jeux olympiques
- Jeux olympiques de 2008 à Pékin
  -  Médaille d'or du relais 4 × 100 mètres

### Championnats d'Europe en salle
- Championnats d'Europe en salle de 2007 à Birmingham :
  -  Médaille d'argent su 60 m
- Championnats d'Europe en salle de 2009 à Turin :
  -  Médaille d'or du 60 m